# Епиона
Епиона (на гръцки: Ἠπιόνη) в древногръцката митология е жена на Асклепий и от него майка на Махаон, Подалирий, Хигия Панацея Ясо Телесфор Подалирийи Махаон.